# Delcy Rodríguez
Delcy Eloína Rodríguez Gómez (Caracas, 18 de maio de 1969), mais conhecida como Delcy Rodríguez, é uma advogada e política venezuelana, ex-Ministra das Relações Exteriores da República Bolivariana da Venezuela. Também foi ministra da Comunicação e Informação de seu país durante o governo Nicolás Maduro. É filha do marxista Jorge Antonio Rodriguez, fundador da Liga Socialista da Venezuela.
Rodríguez é formada em direito pela Universidade Central da Venezuela, pós-graduada em Estudos de Direito social na Universidade de Nanterre, em Paris, e mestre em política social pela Universidade de Birkbeck, em Londres.
Em 4 de agosto de 2017 foi escolhida como presidente da Assembleia Nacional Constituinte da Venezuela de 2017. Em 2018 se filiou ao Movimento Somos Venezuela (MSV).
Graduada em Direito pela Universidad Central de Venezuela, é irmã de Jorge Rodríguez, ministro de Informação e Comunicação, e ambos são filhos de Jorge Antonio Rodríguez, um guerrilheiro e dirigente da esquerda venezuelana envolvido no sequestro do empresário norte-americano William Frank Niehous em 1976. Delcy Rodríguez desempenhou vários papéis importantes no governo, incluindo ministra de Informação e chanceler. Sua nomeação como vice-presidente executiva reflete sua lealdade e proximidade a Maduro. Além disso, preside o partido Somos Venezuela, criado por Maduro, e tem sido uma figura chave nas negociações com a oposição, destacando-se por sua defesa da Revolução bolivariana em fóruns internacionais como Mercosur e a OEA.

## Sanções
Em 20 de abril de 2018, o senado mexicano aprovou um Ponto de Acordo em que, entre outras coisas, rejeita as eleições presidenciais agendadas para 20 de maio, o congelamento de bens de sete funcionários do governo venezuelano e a proibição de entrada no país destes, incluindo Delcy Rodríguez. Em 25 de junho, foi sancionada pela União Europeia (UE) juntamente com outros dez funcionários venezuelanos. A sanção consistiu na proibição de viajar para o território da UE e o congelamento de bens que possam ter nos países da União.
Em 25 de setembro, o governo dos Estados Unidos impôs uma nova rodada de sanções pessoais contra funcionários venezuelanos. O Departamento do Tesouro, por meio do Escritório de Controle de Ativos Estrangeiros (OFAC, na sigla em inglês), anunciou que as medidas afetavam seis funcionários, incluindo Rodríguez.
Rodríguez foi sancionada por vários países e tem a entrada proibida na vizinha Colômbia. O governo colombiano mantém uma lista de pessoas proibidas de entrar na Colômbia ou sujeitas à expulsão; em janeiro de 2019, a lista tinha 200 pessoas com uma "relação próxima e apoio ao regime de Nicolás Maduro". Em 22 de setembro de 2017, Canadá sancionou Rodríguez devido à ruptura da ordem constitucional da Venezuela.
Delcy em Bruxelas com Petro, Fernández, Macron e Lula em julho de 2023, como representante da Venezuela na CELAC-UE.
Pouco após ser nomeada Vice-Presidente da Venezuela, Rodríguez foi uma das onze pessoas sancionadas pela União Europeia em 25 de junho de 2018, com seus ativos congelados e uma proibição de viagem emitida contra ela depois de "minar a democracia e o estado de direito na Venezuela". O Senado mexicano congelou os ativos dos funcionários da administração de Maduro, incluindo Delcy Rodríguez, e proibiu-os de entrar no México em 20 de abril de 2018. Suíça sancionou Rodríguez em 10 de julho de 2018, congelou seus ativos e impôs uma proibição de viagem, citando as mesmas razões da União Europeia.